# 光と緑の美術館
光と緑の美術館（ひかりとみどりのびじゅつかん）は、神奈川県相模原市中央区上溝在住の鈴木正彦が、1994年（平成6年）11月26日に設立した相模原市内で初めての個人美術館。

## 概要
現館長である鈴木正彦の亡父鈴木彰一が残した数十点の日本画を基盤として出発し、現在はイタリア20世紀美術（マリノ・マリーニ、ジャコモ・マンズー、エミリオ・グレコ、ペリクレ・ファッツィーニ）を中心に収蔵、展示。絵画講座、イベントなども開催。
「木々の緑や陽の光このちいさな美術館もそんな存在でありたい（太陽の光や自然の緑が人間にとって不可欠なものであるように、芸術作品も私たちにとって無くてはならない身近な存在であることを地域の人々に感じて欲しい）」が光と緑の美術館の基本理念となっている。

## 企画展
- 開館記念特別展 『ペリクレ・ファッツィーニ展』（1994年11月27日-1995年1月29日）
- 『モディリアーニ-その人生の軌跡』（1996年10月5日-12月25日）
- 『ジャコモ・マンズー　愛と平和展』（1997年11月2日-1998年1月15日）
- 『静かなる時の流れのなかで　ジョルジョ・モランディ　花と風景』（1998年12月5日-1999年2月14日）
- 『ゴトウ・シュウの平面世界』（1999年11月23日-2000年1月30日）
- 『あそびのマエストロ　ブルーノ・ムナーリ展』（2000年7月18日-9月24日）
- 『上田薫展　−流れ移ろう瞬間の姿』（2000年12月3日-2001年4月1日）
- 『カレル・チャペック写真展−もうひとつの物語り』（2003年7月19日〜9月21日）
- 『染め、キルト＆ニードルワーク上田葉子展〜自然からのメッセージ』（2003年11月1日〜2004年4月4日）
- 『スーパーリアリズム絵画　上田薫展II-知られざる小作品たち』（2005年7月2日〜11月3日）

## 所在地
神奈川県相模原市中央区横山3-6-18

## 交通アクセス
- JR相模線「上溝駅」下車、徒歩約8分